# 永松健次
永松 健次（ながまつ けんじ）は、日本の国土交通官僚。国土交通省海事局次長等を経て、日本船員雇用促進センター理事長。

## 人物・経歴
大分県宇佐市出身。東京都立国立高等学校を経て、1984年一橋大学経済学部卒業、運輸省入省。国家安全保障政策研究なども行い、1987年からイラン・イラク戦争下にペルシャ湾岸地域に駐在し船舶安全確保対策の取りまとめにあたった。1998年運輸省九州運輸局自動車部長。
経済企画庁物価局物価管理室長、内閣府国民生活局消費者企画課国際室長を経て、アメリカ同時多発テロ事件翌年の2002年から運輸政策研究機構国際問題研究所在ワシントン研究室次長を務め、アメリカ合衆国国土安全保障省とテロ対策の研究に従事。2005年国土交通省海事局外航課長。2007年国土交通省海事局船員政策課長。2008年和歌山県警察本部長（警視長）。2010年国土交通省港湾局港湾経済課長。2012年海上保安庁総務部総務課長。2013年海上保安庁交通部長。
2014年から国土交通省東北運輸局長を務め、東北楽天ゴールデンイーグルスに対する東北観光親善大使の任命状を授与した。2016年国土交通省海事局次長。2017年NTC顧問。2019年岩手ホテルアンドリゾート常務執行役員。2021年マラッカ海峡協議会専務理事。2024年日本船員雇用促進センター理事長。